# De liberis educandis
Il De liberis educandis (Περὶ παίδων ἀγωγῆς) è un trattato morale sulla pedagogia, attribuito in passato a Plutarco e per questo incluso nei suoi Moralia, in posizione introduttiva, da Massimo Planude.

## Struttura
Si ritiene generalmente che il saggio che si trova per primo nelle opere di Plutarco non possa essere stato scritto da lui. Gli argomenti contro l'autenticità del saggio, basati sia su prove esterne che interne, furono elencati nell'edizione plutarchea di Wyttenbach.
Il saggio, tuttavia, è di per sé interessante, poiché riflette per molti versi le condizioni educative del suo tempo. Riconoscendo francamente la differenza nelle doti naturali, l'autore insiste sui grandi benefici che inevitabilmente derivano dalla formazione. L'addestramento fisico è ovviamente richiesto e l'addestramento militare è ritenuto più importante per preparare gli uomini a vincere in battaglia. La conoscenza della filosofia è l'obiettivo finale dell'educazione.

## Analisi critica
Si tratta di un’opera che, nei suoi precisi limiti, costituisce una preziosa testimonianza della concezione pedagogica greca. I destinatari dell’opuscolo sono i padri, e le raccomandazioni riguardano la procreazione, l’infanzia, la prima età scolare e le tappe successive, fino all’adolescenza. 
Le invettive contro l'indifferenza dei genitori sull'educazione dei loro figli e la loro riluttanza a pagare stipendi adeguati per garantire uomini di carattere come insegnanti, oltre a quelle sugli eccessi dei giovani e un monito contro gli adulatori, suggerita forse dal saggio del vero Plutarco dedicato a quell'argomento, sono state di notevole attualità fin dalla traduzione latina di Guarino Veronese.